# 커티스 스캐퍼로티
커티스 마이클 스캐퍼로티(영어: Curtis Michael Scaparrotti)는 미 육군의 장성으로, 2013년 10월 3일부터 2016년 4월 30일까지 주한미군 사령관 및 한미연합사 사령관을 역임했다. 2016년 5월 4일부터 나토(NATO)의 유럽 연합군 최고사령부(영어: Supreme Headquarters Allied Powers Europe, SHAPE)와 미군 유럽사령부(영어: United States European Command)의 최고사령관을 맡고 있다.